# 飯田裕子
飯田 裕子（いいだ ゆうこ、1967年 - ）は、日本の自動車評論家、日本自動車ジャーナリス協会会員、日本カー・オブ・ザ・イヤー選考委員、日本自動車連盟（JAF）環境・安全委員会委員 、JAF Woman in Motorsport（ウイミン イン モータースポーツ）座長、国際自動車連盟（FIA）ウイミン イン モータースポーツ委員。

## 経歴
東京都生まれ。実家は神奈川県の山間部にあり、非常に交通の便が悪かった。そのため、自動車運転免許取得と同時に実親から乗用車のトヨタ・コルサを買い与えられたのが初めての愛車であった。短大卒業後、自動車メーカーに勤務するとともに、レーサーである弟の飯田章とともに自動車競技に参加。これがきっかけで、その後フリーランスの自動車評論家となった。
免許を取得した神奈川では“一人一台"、東京では“一家に一台"のクルマ生活を経験する。結婚後に約2年半、アメリカ合衆国に居住した経験がある。2007年2月に帰国した。北米生活をはじめ海外のカーライフにも目を向けている。
また、「クルマの性能の進化を使い手であるユーザーにもっと知ってもらいたい」という考えのもと、安全と環境啓蒙活動の一環として始めた自動車運転教習の教官として、BMWドライバートレーニングを約10年間務めるなど、教官として15年以上の実績がある。現在はアウディ・ドライビングエクスペリエンスを担当しているほか、BMW、アストンマーティン、メルセデス・ベンツなど自動車メーカー、LPGA、一般企業などでも講師を務める。
「クルマ×人×生活」に主眼を置き、自動車専門誌（Web）、新聞、ライフスタイル系メディアへの執筆、テレビ、動画サイト、ラジオなどへの出演のほか、講演、シンポジウムのパネリスト、トークショーなどを幅広く手がけ、女性からの支持も高い。
日本自動車ジャーナリス協会会員、日本カー・オブ・ザ・イヤー選考委員、日本自動車連盟（JAF）環境・安全委員会委員 、JAF Woman in Motorsport（ウイミン イン モータースポーツ）座長、国際自動車連盟（FIA）ウイミン イン モータースポーツ 委員。

## 家族
レーシングドライバーの飯田章は実弟。

## 出版
- 『それでもクルマに乗るための100の知恵』（朝日新聞社、2008年、製作協力）